# FREND

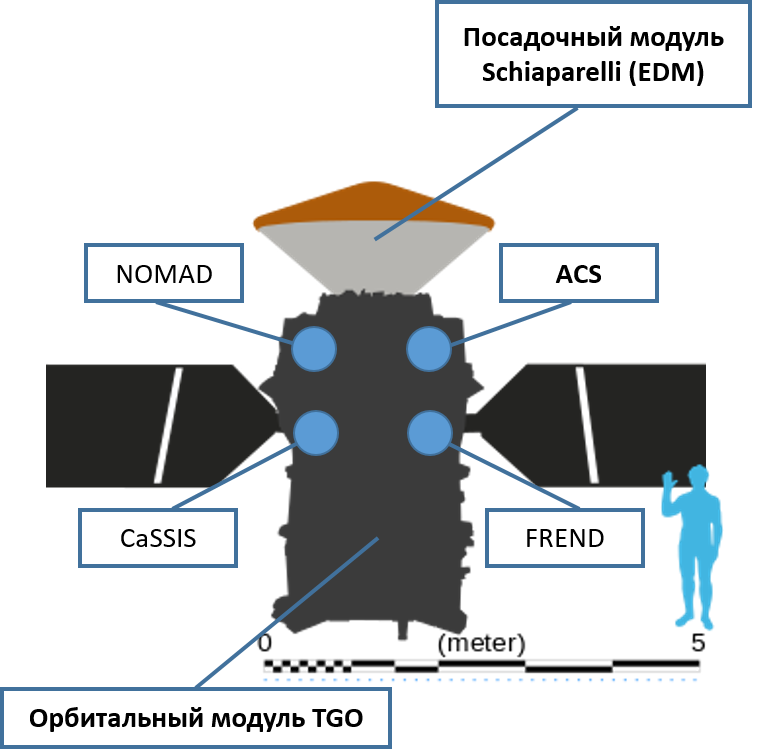
Расположение инструмента FREND и других научных инструментов на орбитальном модуле TGO

FREND (англ. Fine Resolution Epithermal Neutron Detector) — детектор эпитепловых нейтронов высокого разрешения. FREND является одним из четырёх научных инструментов орбитального модуля TGO международного проекта «ЭкзоМарс». Основная задача инструмента — регистрация и картографирование потоков нейтронов, исходящих с поверхности Марса. FREND разработан в Отделе ядерной планетологии Института космических исследований Российской академии наук

## Научные цели
Инструмент FREND предназначен для регистрации потоков нейтронов, исходящих с поверхности Марса. На основании этих данных можно судить о содержании водорода в слое марсианского грунта на глубину до одного метра. Благодаря этому можно предполагать наличие воды и водяного льда на поверхности или в приповерхностном слое. Кроме этого, можно будет проследить изменение потоков в зависимости от сезона. Данные инструмента можно будет сравнить с показаниями аналогичных приборов других марсианских миссий, в том числе и посадочных.
Другой задачей эксперимента FREND является анализ радиационной обстановки в окрестностях Марса, потоков заряженных частиц и нейтронов в зависимости от активности Солнца. Ещё одна цель эксперимента — исследование гелиосферы во время перелёта к Марсу и вклада различных типов частиц в радиационную обстановку. Последние исследования крайне важны для подготовки пилотируемых и автоматических миссий.

## Состав инструмента

Схема, демонстрирующая методику надирного наблюдения

Для повышения пространственного разрешения инструмента до 40 километров была использована специальная схема, отработанная на инструменте lEND: нейтронный детектор помещён внутрь экрана—коллиматора, который поглощает нейтроны, летящие с других направлений, кроме надирного. В приборе используется 4 детектора на основе пропорциональных счётчиков, наполненных гелием-3 (3He) при давлении 6 атмосфер. Прибор детектирует нейтроны с энергией от 0,4 до 500 кэВ. Каждый канал работает и накапливает результаты независимо от остальных для повышения надёжности инструмента и улучшения статистики измерений.
Кроме четырёх пропорциональных счётчиков в инструменте функционирует пятый, сцинтилляционный, счётчик. Он сделан на основе кристалла стильбена и детектирует нейтроны и другие высокоэнергетические частицы с энергиями от 0,5 до 10 МэВ. Для разделения сигналов высокоэнергетичных заряженных частиц и нейтронов счётчик обеспечен антисовпадательной защитой.
Модуль—коллиматор, прикрывающий все детекторы, сужает поле зрения инструмента до пятна диаметром 40 километров при работе на круговой орбите Марса на высоте 400 километров. Внешний слой коллиматора изготовлен из полиэтилена высокой плотности. Для изготовления внутреннего слоя использован порошок обогащённого бора (10B). Слой полиэтилена, содержащий большое количество атомов водорода, затормаживает нейтроны, который далее замедляются и поглощаются слоем бора.
Шестым прибором инструмента FREND является дозиметрический модуль «Люлин-МО». Модуль предназначен для отслеживания радиационной обстановки на марсианской орбите. «Люлин-МО» состоит из пары телескопов. Каждый телескоп содержит два полупроводниковых детектора с рабочей площадью 2 см2, изготовленных из кремния. Энергетическое разрешение инструмента не ниже 100 эВ (в диапазоне от 100 кэВ до 8 МэВ) и не ниже 350 кэВ (в диапазоне от 8 до 70 МэВ). Прибор изготовлен в Институте космических исследований и технологий Болгарской академии наук.
Инструмент представляет собой блок коллиматора (состоящий из нескольких секций), который закрывает детекторы от излучения вне исследуемого направления, и пяти детекторов, прикреплённых с торца коллиматора. Сверху на коллиматор прикреплены дозиметрический модуль и блок электроники. Для обеспечения теплового режима инструмента на корпус прикреплён радиатор.
Масса инструмента 36 кг, размер 465 × 380 × 370 мм, потребляемая мощность 14 Вт, телеметрический трафик 50 Мбит в сутки.

## История создания
Предшественниками FREND являются инструменты HEND (проект «Марс Одиссей») и LEND (проект «Лунный разведывательный орбитер»). Благодаря многолетней работе прибора HEND на марсианской орбите было проведено картирование нейтронных потоков. На основании этих данных были построены карты содержания водорода в приповерхностном слое Марса. Однако пространственное разрешение HEND, составляющее порядка 300 км, не позволяет производить детальную локализацию приповерхностного водорода.
Заказчиком инструмента FREND является Федеральное космическое агентство, головным исполнителем Институт космических исследований Российской академии наук, а руководителем проекта И. Г. Митрофанов. Работы по проекту были разделены на два этапа: в 2012—2016 годах осуществлялись разработка, испытание и поставка инструмента; на 2016—2017 годы запланированы управление инструментом и обработка данных, полученных во время миссии ExoMars 2016. За создание дозиметрического блока «Люлин-МО» отвечал Институт космических исследований и технологий Болгарской академии наук (София, Болгария). Сцинтилляционный блок создан ФГУП «Всероссийский научно-исследовательский институт минерального сырья им. Н. М. Федоровского» (ФГУП «ВИМС», Москва, Россия). Наполнение коллиматора порошком В10 (и его обогащение) проводил ОАО «Государственный научный центр — Научно-исследовательский институт атомных реакторов» (ОАО «ГНЦ НИИАР», Димитровград-10, Россия). Испытание и верификацию механических элементов прибора производило Федеральное государственное бюджетное учреждение науки Институт машиноведения им. А. А. Благонравова Российской академии наук (ИМАШ РАН, Москва, Россия). Объединённый институт ядерных исследований (Дубна, Россия) проводил физическую калибровку и моделирование. Институт медико-биологических проблем Российской академии наук (ГНЦ РФ ИМБП РАН, Москва, Россия) обеспечивал сопровождение создания и испытаний дозиметрического блока.